# Petteri Forsell
Jani Petteri Forsell (* 16. října 1990, Kokkola, Finsko) je finský fotbalový záložník a reprezentant, od roku 2016 hráč polského klubu Miedź Legnica. Mimo Finsko prošel angažmá v Turecku a Polsku.
V ročníku 2015 vyhrál s týmem IFK Mariehamn finský fotbalový pohár.

## Klubová kariéra
- KPV (mládež)
- KPV 2007–2008
- VPS 2009
- IFK Mariehamn 2010–2012
- Bursaspor 2012–2013
- →  IFK Mariehamn (hostování) 2013
- IFK Mariehamn 2014–2015
- Miedź Legnica 2016–2017[2]
- Örebro SK 2017
- Miedź Legnica 2018–

## Reprezentační kariéra
Hrál za finský reprezentační výběr do 21 let.
V A-mužstvu Finska debutoval 6. 2. 2013 v přátelském střetnutí v Netanji proti reprezentaci Izraele. Finsko zápas prohrálo 1:2, Forsell vsítil jedinou branku svého týmu.